# Dirk Lehmann
Dirk Lehmann (født 16. august 1971) er en tidligere tysk fodboldspiller.